# Ле Кверче (Казерта)
Ле Кверче је насеље у Италији у округу Казерта, региону Кампанија.
Према процени из 2011. у насељу је живело 1 становника. Насеље се налази на надморској висини од 228 м.